# Wild Child (Enya)
Wild Child è un singolo della cantante irlandese Enya, contenuto nell'album A Day Without Rain, commercializzato nel 2001.
(Wild Child, Enya, 2000)
La canzone ha un ritmo vivo e coinvolgente, il testo parla di vivere con spensieratezza, lasciando che il ciclo della natura scorra intorno a noi senza preoccuparsi di domandarsi il perché delle cose.

## Brani
1) Wild Child (radio edit) 3:33
2) Midnight Blue 2:04
3) Song of teh Sandman (Lullaby) 3:40

## Successo

### Piazzamenti in Classifica
| Paese                        | Posizione |
| ---------------------------- | --------- |
| Regno Unito                  | 72        |
| Billboard Adult Contemporary | 12        |

### Classifiche di Fine Anno
| Paese (Anno)                           | Posizione |
| -------------------------------------- | --------- |
| Billboard New Age Digital Songs (2010) | 15        |